# 洛伊德 (科羅拉多州)
洛伊德（英語：Loyd）是位於美國科羅拉多州莫弗特縣的一個非建制地區。該地的面積和人口皆未知。

## 地理
洛伊德的座標為40°18′13″N 108°42′17″W / 40.30361°N 108.70472°W，而該地的平均海拔高度為1951米（即6401英尺）。